# Satul Vechi (okręg Teleorman)
Satul Vechi – wieś w Rumunii, w okręgu Teleorman, w gminie Drăcșenei. W 2011 roku liczyła 156 mieszkańców.